# 지진 예보

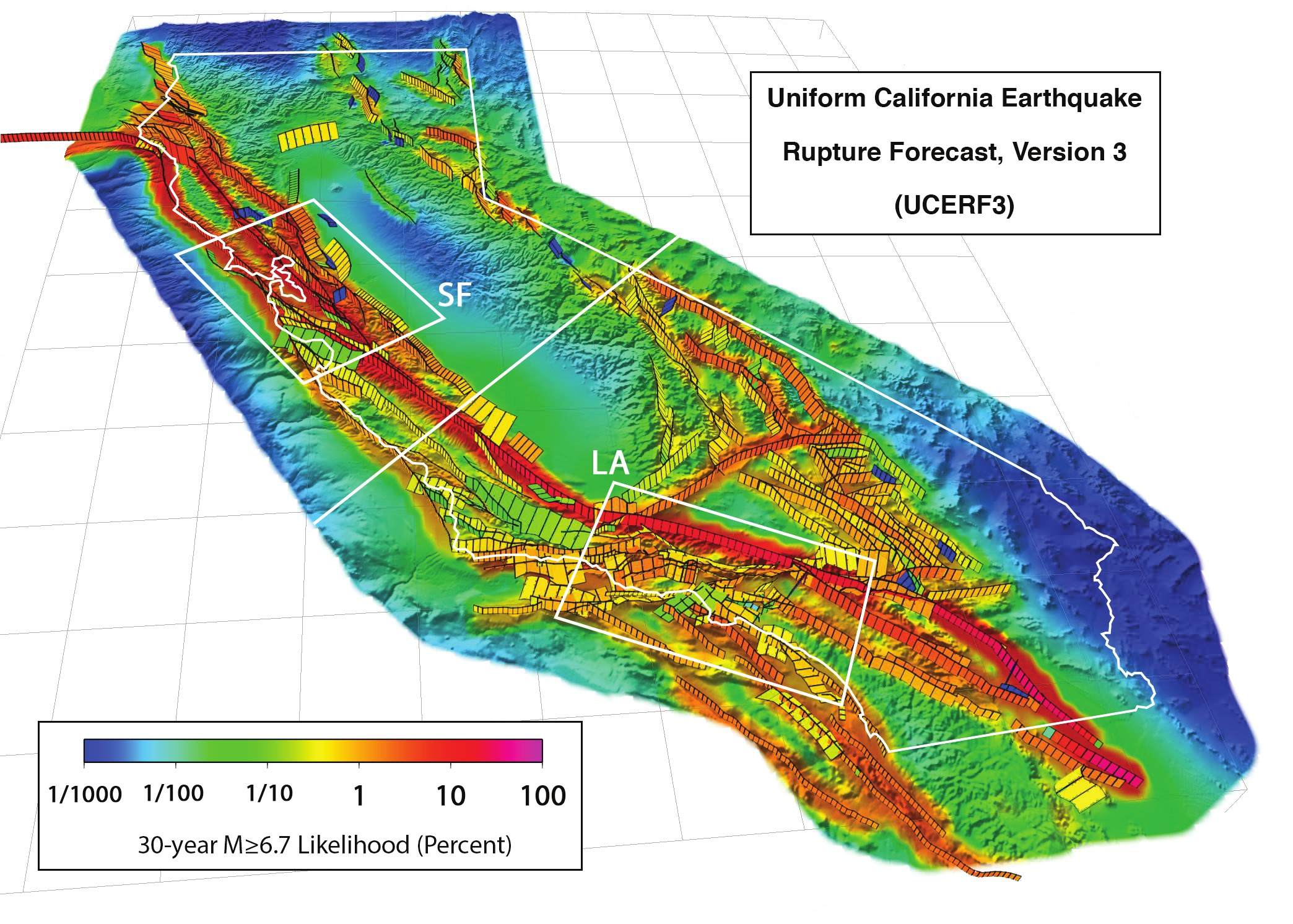
2014년 기준 캘리포니아주에서 향후 30년 동안 M ≥ 6.7의 지진이 발생할 가능성을 색깔로 나타낸 지진 예보 시스템 UCERF3의 모습. 가능성의 추정은 이전의 지진으로 인해 축적된 변형력을 고려하여 이루어진다. 캘리포니아주의 영역은 하얀 선으로 표시되어 있으며 SF는 샌프란시스코, LA는 로스앤젤레스를 뜻한다.

지진 예보(Earthquake forecasting)란 지진학에서 특정 지역에서 몇 년 혹은 수십년 내에 발생할 지진의 발생 빈도와 그 규모를 평가해 그 지진위험도를 확률론적으로 평가하는 분야이다. 예보는 보통 예측의 한 갈래로 취급되지만 지진 예보의 경우에는 경보를 발령할 수 있을 정도로 충분한 정밀도로 미래에 일어날 지진의 정확한 시각, 규모, 위치 등을 예측하는 지진 예측과는 다른 분야로 취급된다. 지진 예보와 예측 모두 이미 발생한 지진을 즉각 탐지해 영향을 받을 수 있는 지역에 실시간으로 정보를 제공하는 지진경보체계와는 또 구분된다.
1970년대 과학자들은 지진을 예측할 수 있는 실용적인 방법이 곧 발명될 것이라고 낙관했지만, 1990년대까지 계속되는 실패로 많은 과학계에서는 지진을 예측할 수 있는 정확한 방법이 존재하는지에 대한 회의론이 대두되었다. 대지진 예측을 성공한 사례는 발견되지 않았고, 예측에 성공했다는 몇몇 주장에 대해서는 논란의 여지가 많다. 따라서 많은 과학자들과 정부기관은 개별 지진의 발생 예측보다는 특정 지역의 확률론적 지진위험도를 추정하는 방향으로 전환했다. 이런 지진위험도 추정치는 건물 법규, 보험 유율 구조, 지진 인식 및 대비 계획, 지진과 관련된 공공정책 수립 등에 사용된다.

## 지진 예보 방법
지진을 예보할 때는 지진을 유발하는 패턴이나 그 과정을 분석한다. 이런 과정은 복잡할 수 있고 수많은 변수가 포함되어 있고 이해하기 위해 고급 통계학 기법이 필요하므로 본 방식으로 지진을 예보하는 방법을 '통계학적 방법'이라 부르기도 한다. 이런 예보 방식은 매우 장기간에 걸친 지진 발생 확률을 계산하는 데 유용하다.

### 탄성 반발
아무리 단단한 바위라도 완벽하게 단단하지는 않다. 서로를 향해 다가가는 지각판과 같이 엄청나게 큰 힘이 주어진다면 지구의 지각은 구부러지거나 변형될 것이다. 미국의 지진학자 리드가 처음으로 제안한 탄성반발설에 따르면 이러한 암석의 변형은 보통 이미 존재하는 단층에서 무언가 깨질 정도로 충분히 힘이 커질때까지 쌓인다고 주장했다. 단층을 따라 미끄러지는 현상(지진)은 양쪽의 바위가 덜 변형된 상태로 회복된다. 이 과정에서 에너지는 지진파를 포함해 다양한 형태로 방출된다.
탄성반발설에서는 암반 내에 판의 힘이 축적되었다가 갑작스런 탄성 회복으로 에너지를 방출하는 과정을 반복한다. 하나의 지진에서 단층이 움직이는 변위는 1 m 미만에서 규모 M8 이상의 거대지진에서는 10 m 이상까지 다양하므로, 수백 km에 달하는 주향이동단층의 존재가 확인된 것은 아주 긴 주기의 지진이 존재함을 입증한다.

### 고유지진
가장 많이 연구된 단층인 난카이 해곡이나 와사치 단층, 샌앤드레이어스 단층의 경우 단층이 하나로 쭉 이어져 있는 것이 아닌 여러 개의 세그먼트(Segment)로 구분된 것으로 보인다. 고유지진설 모델에서는 지진은 이러한 세그먼트 내에서만 제한적으로 일어난다고 가정한다. 특정 세그먼트의 길이와 다른 특성은 변하지 않으므로 전체 단층이 파열되는 지진은 유사성을 띄어야 한다. 여기에는 최대 규모(파열되는 단층 길이가 제한되어 있으므로), 특정 세그먼트를 파열시키는데 필요한 누적 변형력의 양 등이 포함된다. 연속적인 판 운동은 단층 내 응력을 지속적으로 일정한 양으로 가하므로 주어진 세그먼트 내의 지진 활동은 다소 일정한 간격으로 반복되는 유사한 특성의 지진으로 나타나야 한다. 따라서 특정 단층의 세그먼트에서 발생하는 이런 특징적인 지진(고유지진)을 파악하고 그 재발률(혹은 발생 주기)를 파악하면 다음 단층 파열이 언제 일어날지 추측할 수 있다. 이런 접근법은 지진위험도를 파악하는 데 주로 사용하는 접근법이다.

## 같이 보기
- 지진위험도

## 참고 문헌
- Allen, Clarence R. (December 1976), “Responsibilities in earthquake prediction”, 《Bulletin of the Seismological Society of America》 66 (6): 2069–2074.

- Bakun, W. H.; Lindh, A. G. (1985년 8월 16일), “The Parkfield, California, Earthquake Prediction Experiment”, 《Science》 229 (4714): 619–624, Bibcode:1985Sci...229..619B, doi:10.1126/science.229.4714.619, PMID 17739363, S2CID 40899434.

- Castellaro, S. (2003), 〈§2.4.3. The classical earthquake model〉,   Mulargia, Francesco; Geller, Robert J., 《Earthquake science and seismic risk reduction》, Dordrecht: Kluwer Academic Publishers, 56–57쪽, ISBN 9781402017780.

- Console, R. (2001년 8월 30일), “Testing earthquake forecast hypotheses”, 《Tectonophysics》 338 (3–4): 261–268, Bibcode:2001Tectp.338..261C, doi:10.1016/S0040-1951(01)00081-6.

- Evans, R. (December 1997), “Assessment of schemes for earthquake prediction: Editor's introduction”, 《Geophysical Journal International》 131 (3): 413–420, Bibcode:1997GeoJI.131..413E, doi:10.1111/j.1365-246X.1997.tb06585.x.

- Field, Edward H.; Biasi, Glenn P.; Bird, Peter; Dawson, Timothy E.; Felzer, Karen R.; Jackson, David D.; Johnson, Kaj M.; Jordan, Thomas H.; Madden, Christopher; Michael, Andrew J.; Milner, Kevin R.; Page, Morgan T.; Parsons, Tom; Powers, Peter M.; Shaw, Bruce E.; Thatcher, Wayne R.; Weldon, Ray J., II; Zeng, Yuehua (2013), “Uniform California earthquake rupture forecast, version 3 (UCERF3) – The time-independent model”, 《U.S. Geological Survey》, Open-File Report 2013–1165. Also California Geological Survey Special Report 228, and Southern California Earthquake Center Publication 1792. Also published in the BSSA as Field 등. 2014.

- Geller, Robert J. (December 1997), “Earthquake prediction: a critical review.” (PDF), 《Geophysical Journal International》 131 (3): 425–450, Bibcode:1997GeoJI.131..425G, doi:10.1111/j.1365-246X.1997.tb06588.x[깨진 링크]

- Geller, Robert J.; Jackson, David D.; Kagan, Yan Y.; Mulargia, Francesco (1997년 3월 14일), “Earthquakes Cannot Be Predicted” (PDF), 《Science》 275 (5306): 1616, doi:10.1126/science.275.5306.1616, S2CID 123516228, 2019년 5월 12일에 원본 문서 (PDF)에서 보존된 문서, 2022년 8월 3일에 확인함.

- International Commission on Earthquake Forecasting for Civil Protection (2011년 5월 30일), “Operational Earthquake Forecasting: State of Knowledge and Guidelines for Utilization”, 《Annals of Geophysics》 54 (4): 315–391, doi:10.4401/ag-5350.

- Jackson, David D. (2004), 〈Earthquake Prediction and Forecasting〉 (PDF),   Sparks, R. S. J.; Hawkesworth, C. J., 《The State of the Planet: Frontiers and Challenges in Geophysics》, Geophysical Monograph Series 150, 335–348쪽, Bibcode:2004GMS...150..335J, doi:10.1029/150GM26, ISBN 0-87590-415-7[깨진 링크(과거 내용 찾기)].

- Jackson, David D.; Kagan, Yan Y. (September 2006), “The 2004 Parkfield earthquake, the 1985 prediction, and characteristic earthquakes: Lessons for the future” (PDF), 《Bulletin of the Seismological Society of America》 96 (4B): S397–S409, Bibcode:2006BuSSA..96S.397J, doi:10.1785/0120050821, 2014년 3월 23일에 원본 문서 (PDF)에서 보존된 문서, 2022년 8월 3일에 확인함.

- Kagan, Yan Y. (December 1997b), “Are earthquakes predictable?” (PDF), 《Geophysical Journal International》 131 (3): 505–525, Bibcode:1997GeoJI.131..505K, doi:10.1111/j.1365-246X.1997.tb06595.x, 2016년 3월 3일에 원본 문서 (PDF)에서 보존된 문서, 2022년 8월 3일에 확인함.

- Kagan, Yan Y.; Jackson, David D. (1991년 12월 10일), “Seismic Gap Hypothesis: Ten Years After” (PDF), 《Journal of Geophysical Research: Solid Earth》 96 (B13): 21419–21431, Bibcode:1991JGR....9621419K, doi:10.1029/91jb02210, 2016년 3월 4일에 원본 문서 (PDF)에서 보존된 문서, 2022년 8월 3일에 확인함.

- Kagan, Yan Y.; Jackson, David D. (1996년 5월 27일), “Statistical tests of VAN earthquake predictions: comments and reflections” (PDF), 《Geophysical Research Letters》 23 (11): 1433–1436, Bibcode:1996GeoRL..23.1433K, doi:10.1029/95GL03786[깨진 링크].

- Kagan, Yan Y.; Knopoff, Leon (1987년 6월 19일), “Statistical Short-Term Earthquake Prediction”, 《Science》 236 (4808): 1563–1567, Bibcode:1987Sci...236.1563K, doi:10.1126/science.236.4808.1563, PMID 17835741, S2CID 12946111.

- Kanamori, Hiroo (2003), “Earthquake Prediction: An Overview”, 《International Handbook of Earthquake and Engineering Seismology》, International Geophysics 616: 1205–1216, doi:10.1016/s0074-6142(03)80186-9, ISBN 0-12-440658-0.

- Lomnitz, Cinna; Nava, F. Alejandro (December 1983), “The predictive value of seismic gaps.”, 《Bulletin of the Seismological Society of America》 73 (6A): 1815–1824.

- McCann, W. R.; Nishenko, S. P.; Sykes, L. R.; Krause, J. (1979), “Seismic gaps and plate tectonics: Seismic potential for major boundaries”, 《Pure and Applied Geophysics》 117 (6): 1082–1147, Bibcode:1979PApGe.117.1082M, doi:10.1007/BF00876211, S2CID 129377355.

- Reid, Harry Fielding (1910), “The Mechanics of the Earthquake.”, 《The California Earthquake of April 18, 1906: Report of the State Earthquake Investigation Commission》 2.

- Rong, Yufang; Jackson, David D.; Kagan, Yan Y. (October 2003), “Seismic gaps and earthquakes” (PDF), 《Journal of Geophysical Research: Solid Earth》 108 (B10): 2471, Bibcode:2003JGRB..108.2471R, doi:10.1029/2002JB002334.

- Scholz, Christopher H. (2002), 《The Mechanics of earthquakes and faulting》 2판, Cambridge Univ. Press, ISBN 0-521-65223-5.

- Schwartz, David P.; Coppersmith, Kevin J. (1984년 7월 10일), “Fault Behavior and Characteristic Earthquakes: Examples From the Wasatch and San Andreas Fault Zones”, 《Journal of Geophysical Research: Solid Earth》 89 (B7): 5681–5698, Bibcode:1984JGR....89.5681S, doi:10.1029/JB089iB07p05681.

- Tiampo, Kristy F.; Shcherbakov, Robert (2012), “Seismicity-based earthquake forecasting techniques: Ten years of progress” (PDF), 《Tectonophysics》, 522–523: 89–121, Bibcode:2012Tectp.522...89T, doi:10.1016/j.tecto.2011.08.019, 2016년 5월 16일에 원본 문서 (PDF)에서 보존된 문서.

- Wells, D. L.; Coppersmith, K. J. (August 1994), “New empirical relationships among magnitude, rupture length, rupture width, rupture area, and surface displacement.” (PDF), 《Bulletin of the Seismological Society of America》 84 (4): 974–1002, 2019년 1월 3일에 원본 문서 (PDF)에서 보존된 문서, 2022년 8월 3일에 확인함.

- Wood, H. O.; Gutenberg, B. (1935년 9월 6일), “Earthquake prediction”, 《Science》 82 (2123): 219–320, Bibcode:1935Sci....82..219W, doi:10.1126/science.82.2123.219, PMID 17818812.

- Zoback, Mary Lou (April–May 2006), “The 1906 earthquake and a century of progress in understanding earthquakes and their hazards” (PDF), 《GSA Today》 16 (r/5): 4–11, doi:10.1130/GSAT01604.1.

- Wang, Kelin; Chen, Qi-Fu; Sun, Shihong; Wang, Andong (June 2006), “Predicting the 1975 Haicheng Earthquake” (PDF), 《Bulletin of the Seismological Society of America》 96 (3): 757–795, Bibcode:2006BuSSA..96..757W, doi:10.1785/0120050191.